# Rio Claro (vattendrag i Brasilien, Goiás, lat -13,86, long -47,96)
Rio Claro är ett vattendrag i Brasilien.   Det ligger i delstaten Goiás, i den centrala delen av landet, 210 km norr om huvudstaden Brasília.
Omgivningarna runt Rio Claro är huvudsakligen savann. Trakten runt Rio Claro är nära nog obefolkad, med mindre än två invånare per kvadratkilometer.